# László Felkai

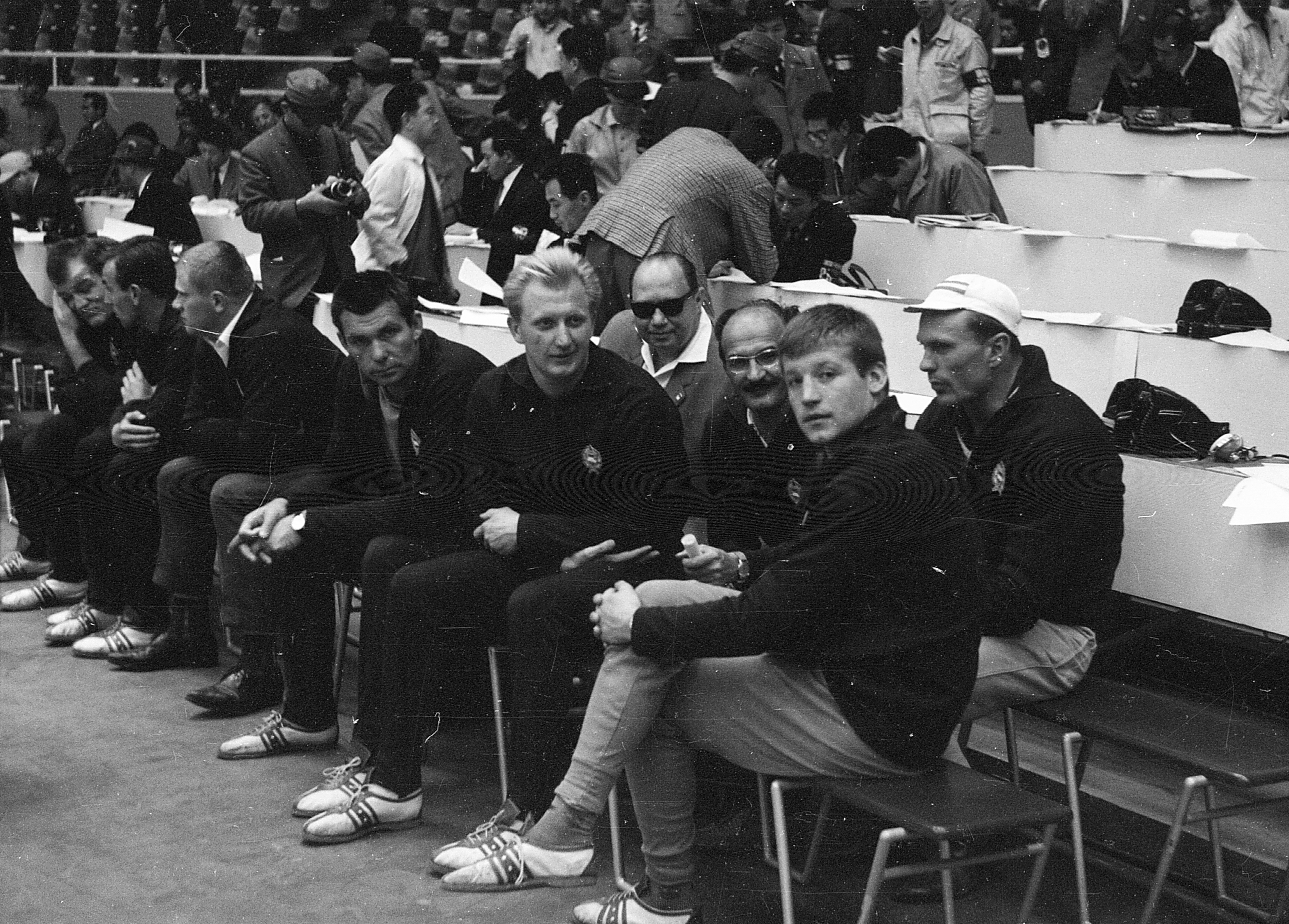
Vorne von rechts: László Felkai, Zoltán Dömötör, Ottó Boros (1964)

László Felkai (* 1. März 1941 in Budapest; † 10. April 2014 ebenda) war ein ungarischer Wasserballspieler. Er war Olympiasieger 1964 und Olympiadritter 1960 und 1968 sowie Europameister 1962.

## Karriere
László Felkai spielte von 1950 bis 1970 Wasserball bei Ferencváros Budapest. 1962, 1963, 1965 und 1968 war er mit seiner Mannschaft ungarischer Meister. 1970 wechselte er zu Budapesti Spartacus, wo er 1977 seine Karriere beendete. Neben seiner Laufbahn studierte er an der Technischen und Wirtschaftswissenschaftlichen Universität Budapest. Als Student nahm Felkai viermal mit der ungarischen Mannschaft an der Universiade teil. Nachdem er 1959 den zweiten und 1961 den dritten Platz belegt hatte, siegte er mit dem ungarischen Team 1963 und 1965.
Von 1960 bis 1974 wirkte Felkai in 120 Länderspielen mit. 1960 bei den Olympischen Spielen in Rom gewannen die Italiener vor der sowjetischen Mannschaft, dahinter erhielten die Ungarn die Bronzemedaille vor den Jugoslawen. Felkai wurde in drei Spielen eingesetzt und warf vier Tore. In Rom trat Felkai auch im 200-Meter-Brustschwimmen an, wurde aber im Vorlauf disqualifiziert.
1962 siegten die Ungarn bei der Wasserball-Europameisterschaft 1962 in Leipzig vor den Jugoslawen und der sowjetischen Mannschaft. 1964 bei den Olympischen Spielen in Tokio siegten die Ungarn vor den Jugoslawen und der sowjetischen Mannschaft. Die Ungarn lagen nach dem 4:4 im direkten Vergleich nach Punkten gleichauf mit den Jugoslawen und gewannen den Titel dank der besseren Tordifferenz. Felkai warf in sechs Spielen insgesamt sechs Tore.
1966 in Utrecht belegten die Ungarn den fünften Platz bei der Europameisterschaft. Bei den Olympischen Spielen 1968 in Mexiko-Stadt verloren die Ungarn das Halbfinale gegen die Jugoslawen, siegten aber im Spiel um Bronze gegen Italien. Felkai warf insgesamt 24 Tore. Beim 9:4 im Spiel um den dritten Platz erzielte er sieben der neun ungarischen Treffer.
Nach seiner aktiven Laufbahn war László Felkai als Trainer bei ungarischen Wasserballvereinen tätig.